# 奧拉寧堡門

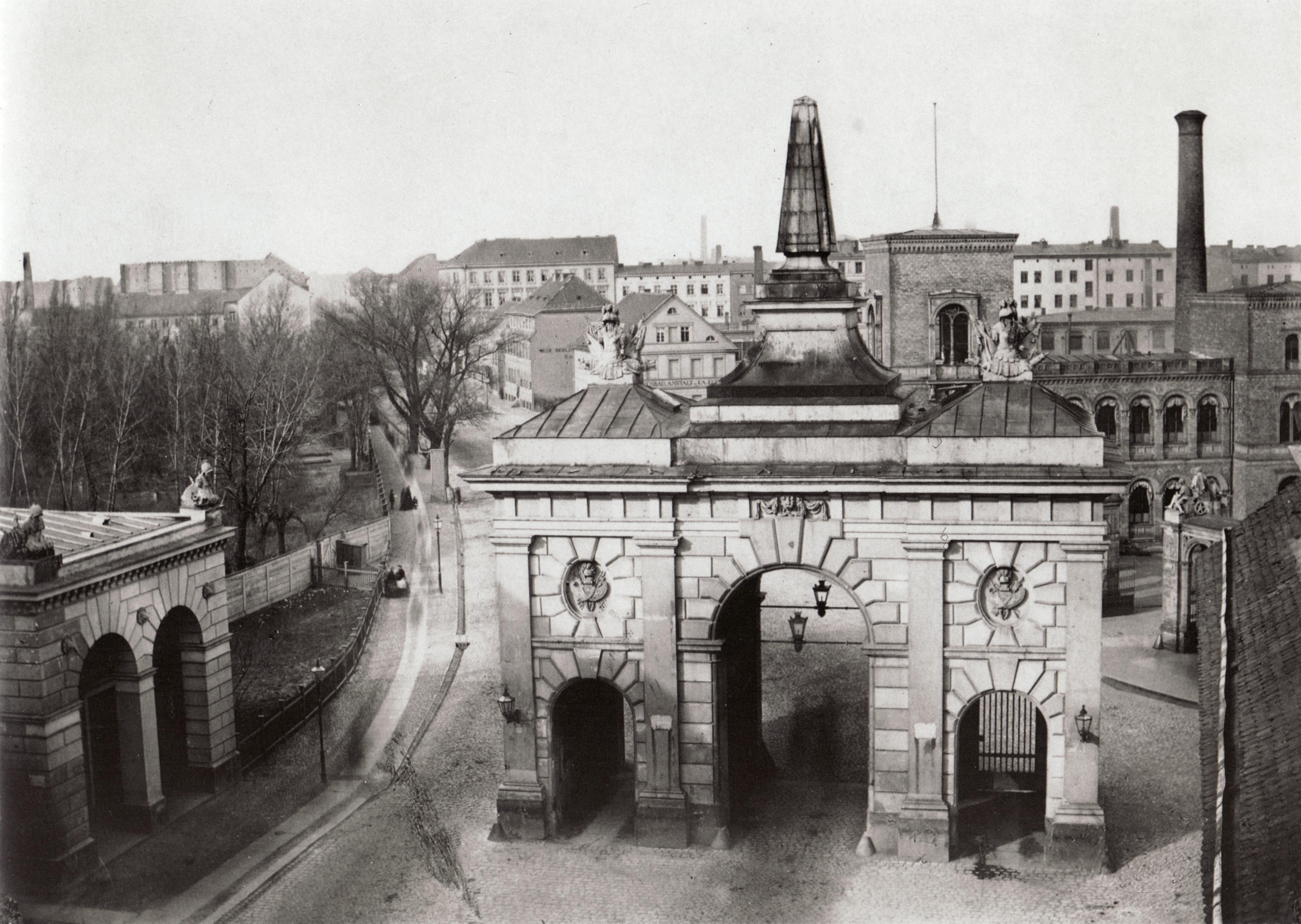
1867年的奧拉寧堡門

奧拉寧堡門（Oranienburger Tor）是德國柏林一座曾經存在的城門。
這座城門建於18世紀，原是用作檢查來往關稅區的人流，及至19世紀，隨著關稅區被取消，該城門也於1867年被拆除，其中城門頂部兩旁的兩隻雕塑被私人保留。
至1980年，該城門被重修。